# Torneio Juan Domingo Perón de 1953
O Torneio Juan Domingo Perón  foi um torneio de caráter amistoso, realizado em Buenos Aires, Argentina, no ano de 1953, contando com a participação de quatro equipes de dois países diferentes.

## Jogos do campeão
- 24 de março de 1953

 Flamengo 2 X 2  San Lorenzo
- 26 de março de 1953

 Flamengo 1 X 1  Boca Juniors
- 28 de março de 1953

 Flamengo 3 X 0  Botafogo

## Campeão
| Torneio Juan Domingo Perón de 1953 |
| ---------------------------------- |
| Flamengo Campeão                   |